# Lopezia cordata
Lopezia cordata är en dunörtsväxtart som beskrevs av Jens Wilken Hornemann. Lopezia cordata ingår i släktet enmansblommor, och familjen dunörtsväxter. Inga underarter finns listade i Catalogue of Life.